# Blanka Stajkow
Blanka Stajkow (művésznevén: Blanka, Szczecin, 1999. május 23. – ) lengyel énekesnő és modell. Ő képviselte Lengyelországot a 2023-as Eurovíziós Dalfesztiválon, Liverpoolban, a Solo című dalával.

## Magánélete
Stajkow a lengyelországi Szczecinben született lengyel anyától és bolgár apától. Az énekesnő elmondása szerint egyik szülője sem foglalkozott sosem zenével. Az édesanyja bátorítására próbált ki gyermekként különböző tevékenységeket: csatlakozott egy disco tánccsoporthoz, és járt zeneiskolába is. A zene világa iránt annak köszönhetően kezdett el érdeklődni, hogy édesanyja minden reggel bekapcsolta a televíziót, ahol az MTV vagy a Trace Urban adását nézte.
Tizenhárom évesen Strong Enough címmel megjelent első dala.
2022-ben Smolasty lengyel énekessel alkottak egy párt.

## Pályafutása
2021-ben részt vett a lengyel Top Model című valóságshowban. Amíg a műsorban szerepelt, akkor adta ki hivatalosan is első dalát, a Bettert. Ezt követően szerződést kötött a Warner Music Poland kiadóval, és kiadta második kislemezét, mely a Solo címet viselte.
2023-ban részt vett a TVP2 You Can Dance – Nowa Generacja című műsorában, ahol előadta a Solo-t, valamint Miley Cyrus Flowers című dalának egy feldolgozását.
2023. február 15-én a Telewizja Polska bejelentette, hogy az énekesnő résztvevője lesz a 2023-as Tu bije serce Europy! Wybieramy hit na Eurowizję lengyel eurovíziós nemzeti válogatónak. Solo című versenydalával megnyerte a február 26-án rendezett döntőt, ahol a szakmai zsűri és a közönség pontjai alakították ki a végeredményt, így ő képviselhette hazáját az Eurovíziós Dalfesztiválon. Versenydalát először a május 11-én rendezendő második elődöntőben adta elő, ahonnan továbbjutva a döntőbe a tizenkilencedik helyen végzett.

## Diszkográfia

### Kislemezek
- Better (2021)
- Solo (2022)
- Boys Like Toys (2023)
- Rodeo (2023)
- Cara Mia (2024)
- If U Want Me (2024)
- Asereje (Airplane Mode) (2024)